# More Betterness!
More Betterness! è il quinto album studio della band skate punk No Use for a Name, l'ultimo con il chitarrista Chris Shiflett che di lì a poco entrerà nei Foo Fighters.

## Tracce
1. Not Your Savior
2. Life Size Mirror
3. Chasing Rainbows
4. Lies Can't Pretend
5. Why Doesn't Anybody Like Me?
6. Sleeping In
7. Fairytale of New York (feat. Cinder Block)
8. Pride
9. Always Carrie
10. Let It Slide
11. Six Degrees from Misty
12. Coming Too Close
13. Saddest Song
14. Room 19

## Formazione
- Tony Sly - voce, chitarra
- Chris Shiflett - chitarra
- Matt Riddle - basso
- Rory Koff - batteria